# Pimelodus absconditus
Pimelodus absconditus är en fiskart som beskrevs av Azpelicueta, 1995. Pimelodus absconditus ingår i släktet Pimelodus och familjen Pimelodidae. Inga underarter finns listade i Catalogue of Life.